# アルド・コスタ
アルド・コスタ（Aldo Costa 、1961年6月5日 - ）は、イタリア・パルマ出身のレーシングカーデザイナー。F1のミナルディ、スクーデリア・フェラーリでデザイン・開発部門の責任者（テクニカルディレクター）を務めた。ミナルディ在籍中はアルデ・コスタとも表記されていた。

## 経歴
ボローニャ大学で機械工学を学び、この間に、フェラーリチームの開発部門を取材しF1のサスペンション機構についての論文を著した。
1986年に大学を卒業。その後、CAD会社のアバースカンパニーで1年半ほど働いていた。
1988年、27歳の時にミナルディに加入し、チーフデザイナーに就任、その後、同チームのジャコモ・カリーリの後を受けて、1989年から1995年までの長きにわたって、ミナルディでテクニカルディレクターを務めた。
1995年末にスクーデリア・フェラーリに移籍し、1998年からロリー・バーンの助手としてアシスタントチーフデザイナーを長く務めることとなる。
2004年にバーンが第一線からの引退を表明した際に、バーンはコスタを後継者に指名し、2005年にはデザイン・開発部門の実質的な指揮がコスタに任され、バーンがデザイン・開発部門のチーフを退いたため、2006年からは正式にその責任者を務めている。
2011年5月、モナコGP後にテクニカルディレクター職の解任とフェラーリ市販車部門への異動が決定した。7月には合意の元にフェラーリから退社することも発表された。
2012年より、メルセデスGPのエンジニアリング・ディレクターに就任することが決定した。
2020年より、ダラーラのCTO(最高技術責任者)に就任する事が決定した。